# Massicus fryi
Massicus fryi är en skalbaggsart som beskrevs av Charles Joseph Gahan 1890. Massicus fryi ingår i släktet Massicus och familjen långhorningar. Inga underarter finns listade i Catalogue of Life.